# Standaardmodeluitbreiding
De standaardmodeluitbreiding (Engels: Standard-Model Extension, SME) is een effectieve veldentheorie die het standaardmodel en de algemene relativiteitstheorie omvat, en ook alle mogelijke operatoren die de lorentzinvariantie schenden.
Schendingen van deze fundamentele symmetrie kunnen worden bestudeerd in dit algemeen kader. Elke schending van de CPT-invariantie impliceert het schenden van lorentzinvariantie,
terwijl het SME zowel operatoren bevat die CPT schenden, alswel operatoren die CPT-behoudend zijn.

## Motivatie en historische ontwikkeling
In 1989 toonden Alan Kostelecký en Stuart Samuel aan dat interacties in snaartheorie kunnen leiden tot de spontane schending van lorentzinvariantie.
Latere studies hebben laten zien dat loop-kwantumzwaartekracht, niet-commutatieve veldentheorieën, wereld-braankosmologieën en random-dynamische modellen ook de Lorentzinvariantie schenden.
Belangstelling voor lorentzschending is snel gegroeid in de laatste decennia, vanwege de potentiële mogelijkheid dat het zich kan voordoen in deze en andere kandidaat-theorieën voor kwantumzwaartekracht. In de vroege jaren 1990 werd aangetoond in de context van de snaartheorie dat string interacties ook spontaan CPT-invariantie kunnen schenden. Deze studie
liet zien dat kaon-interferometrische experimenten vanwege hun hoge gevoeligheid een veelbelovende mogelijkheid zijn voor het zoeken naar mogelijke signalen van CPT schending.
De SME is ontworpen om experimenteel onderzoek naar lorentz- en CPT-symmetrie te vergemakkelijken, uitgaande van de theoretische motivatie voor de mogelijke schending van deze symmetrieën.
Hoewel lorentzschendende interacties ingegeven zijn door de snaartheorie en andere theoretische modellen is de effectieve actie bij lage energieën die in de SME voorkomt onafhankelijk van het onderliggende theoretische model. Elke term in de effectieve actie bevat de verwachtingswaarde van een tensorveld uit de onderliggende theorie. Zo’n coëfficiënt is erg klein doordat hij een planckschaalonderdrukking ondergaat, maar niettemin in principe meetbaar in experimenten. Het eerste geval dat onderzocht is behelst de menging van neutrale mesonen, systemen die vanwege hun interferometrische aard zeer gevoelig zijn voor het meten van minieme effecten.
Twee artikelen door Don Colladay en Alan Kostelecký it 1997 en 1998 gaven de eerste aanzet tot het minimale SME in de vlakke ruimtetijd. Dit gaf een kader voor de classificatie van lorentzschending voor het hele spectrum van deeltjes uit het standaardmodel in de meest algemene vorm, en voor het verkrijgen van inzicht in het soort van signalen dat door nieuwe experimenten gedetecteerd zou kunnen worden.
In 2004 werden voor het eerst de mogelijke lorentzschendende termen in gekromde ruimtetijd gepubliceerd, waarmee de constructie van het minimale SME voltooid was. In 1999 leidden Sidney Coleman en Sheldon Glashow een speciale isotropische limiet van het SME af.
Studies van lorentzschendende termen van hogere dimensie zijn in verscheidene kaders gedaan, zoals de kwantumelektrodynamica.

## Lorentztransformaties: waarnemer tegenover deeltje
Het optreden van lorentzschending impliceert een meetbaar verschil tussen twee systemen die gerelateerd zijn door een deeltjes-lorentztransformatie. Het maken van een onderscheid tussen deeltjes- en waarnemer-lorentztransformaties is essentieel voor het begrijpen van lorentzschending in de fysica.
In de speciale relativiteitstheorie relateren waarnemer-lorentztransformaties metingen die gedaan zijn in een bepaald coördinatensysteem met metingen gedaan in een coördinatensysteem met een andere snelheid en/of oriëntatie. De coördinaten in het ene systeem zijn gerelateerd met die in het andere systeem door een waarnemer-lorentztransformatie. Beide waarnemers zullen het over de natuurwetten eens zijn, aangezien deze transformatie slechts een coördinatentransformatie behelst. Van de andere kant kan een waarnemer een rotatie (of een lorentztransformatie) uitvoeren van een bepaald experiment, en de resultaten van die experimenten vergelijken. Zo’n transformatie noemt men een deeltjes-transformatie, omdat de deeltjes en velden in het experiment physiek getransformeerd worden naar een nieuwe configuratie.
In een conventioneel vacuüm zijn waarnemer- en deeltjes-transformatie op een heel eenvoudige manier aan elkaar gerelateerd: de ene is eenvoudigweg de inverse van de andere. Deze gelijkwaardigheid duidt men normaal gesproken aan met de termen actieve en passieve transformatie. Maar de gelijkwaardigheid gaat niet op in lorentzschendende theorieën, omdat niet-transformerende vacuümvelden de bron van de symmetrieschending zijn. Deze vacuümvelden zijn tensor-grootheden, die bepaalde voorkeursrichtingen definiëren. De velden strekken zich uit over de hele ruimtetijd, en zijn in wezen bevroren. Wanneer men een (deeltjes-)lorentztransformatie op een experiment uitvoert, blijven de vacuümvelden onveranderd, en dus zijn er meetbare effecten mogelijk. Waarnemer-lorentzinvariantie is te verwachten voor alle fysische theorieën, ook de lorentzschendende, aangezien een andere keus van coördinaten geen fysische effect kan hebben. Zo’n invariantie is impliciet in veldentheorieën die door een scalar lagrangiaan worden gedefinieerd, met correct samengetrokken ruimtetijd indexen. Deeltjeslorentzschending treedt op als de theorie SME-vacuümvelden bevat.

## De constructie van de SME
Het SME kan worden geschreven als een lagrangiaan met een groot aantal termen. Elke lorentzschendende term is een waarnemer-scalar die opgebouwd is door standaard veldoperatoren samen te trekken met lorentzschendende coëfficiënten. Deze zijn geen parameters van de theorie, aangezien ze in principe meetbaar zijn met geschikt gekozen experimenten. Het valt aan te nemen dat de coëfficiënten klein zijn vanwege planckschaalonderdrukking, waardoor men methoden uit de storingsrekening kan aanwenden. In sommige gevallen kunnen bepaalde onderdrukkingsmechanismen grote lorentzschending maskeren. Dit zou bijvoorbeeld zo kunnen zijn in gevallen van koppeling aan zwakke zwaartekrachtsvelden. De stabiliteit en causaliteit van het SME zijn in detail bestudeerd.

## Spontane schending van lorentzsymmetrie
In een veldentheorie zijn er twee mogelijke manieren waarop een symmetrie geschonden kan zijn: expliciet of spontaan. Een belangrijk resultaat in de formele theorie van lorentzschending, gepubliceerd door Kostelecký in 2004, is dat expliciete lorentzschending leidt tot een onverenigbaarheid van de Bianchi-identiteiten met de covariante behoudswetten voor de energie-impuls-tensor en de spin-dichtheidstensor, terwijl spontane lorentzschending dit probleem omzeilt. Hieruit volgt dat elke lorentzschending van dynamische aard moet zijn. Een aantal studies over de mogelijke oorzaken van de schending van lorentzsymmetrie hebben het verwachte bestaan onderzocht van zogenaamde Nambu-Goldstone modi. Een gevolg van het theorema van Goldstone is dat spontane schending van een symmetrie gelieerd is aan het bestaan van massaloze bosonen. Er zijn modellen geconstrueerd waarin deze deeltjes geïdentificeerd worden, onder andere, met fotonen of met gravitonen.

## Experimenten
Mogelijke experimentele signalen van lorentzschending kunnen worden afgeleid met het SME.
Tot nu toe hebben experimentele resultaten alleen de vorm aangenomen van bovengrenzen voor de waarden van de SME-coëfficiënten. Aangezien die waarden (aangenomen dat ze niet identiek aan nul zijn) afhangen van het inertiaalstelsel, heeft men het ruststelsel van de zon genomen om die bovengrenzen in uit te drukken.
In het algemeen zoeken experimenten naar het eventuele bestaan van koppelingen tussen de vacuümvelden en deeltjeseigenschappen zoals spin, of de bewegingsrichting. Een aantal mogelijke signalen van lorentzschending treedt op vanwege de rotatiebeweging van de Aarde om haar as alswel de baanbeweging rond de zon, met perioden van een jaar dan wel een sterrendag (23 uur en 56 minuten). Aangezien de baanbeweging van de Aarde rond de zon nonrelativistisch is, zijn de jaarlijkse variaties onderdrukt normaal gesproken onderdrukt met een factor 10−4. Daarom heeft het in het algemeen de voorkeur om de dagelijkse variaties te gebruiken voor dit soort experimenten.
Metingen van SME coëfficiënten zijn gedaan in de volgende experimenten:
- dubbelbreking en dispersie van kosmologische bronnen
- klok-vergelijkingsmetingen
- polarisatie van de kosmische achtergrondstraling
- experimenten in deeltjesversnellers
- elektromagnetische trilholtes
- equivalentieprincipe
- ijkbosonen en het higgsboson
- hoog-energetische astrofysische waarnemingen
- gravimetrische zwaartekracht-testen
- materie-interferometrie
- neutrino-oscillaties
- oscillaties en vervalprocessen van K, B, D mesonen
- experimenten met antimaterie
- algemeen-relativistische effecten in de zwaartekracht
- ruimtevaart-missies
- spin-gepolariseerde materie

De resultaten van de metingen van SME-coëfficiënten worden continu bijgehouden in de Data Tables for Lorentz and CPT Violation.